# Osttor von Belgrad

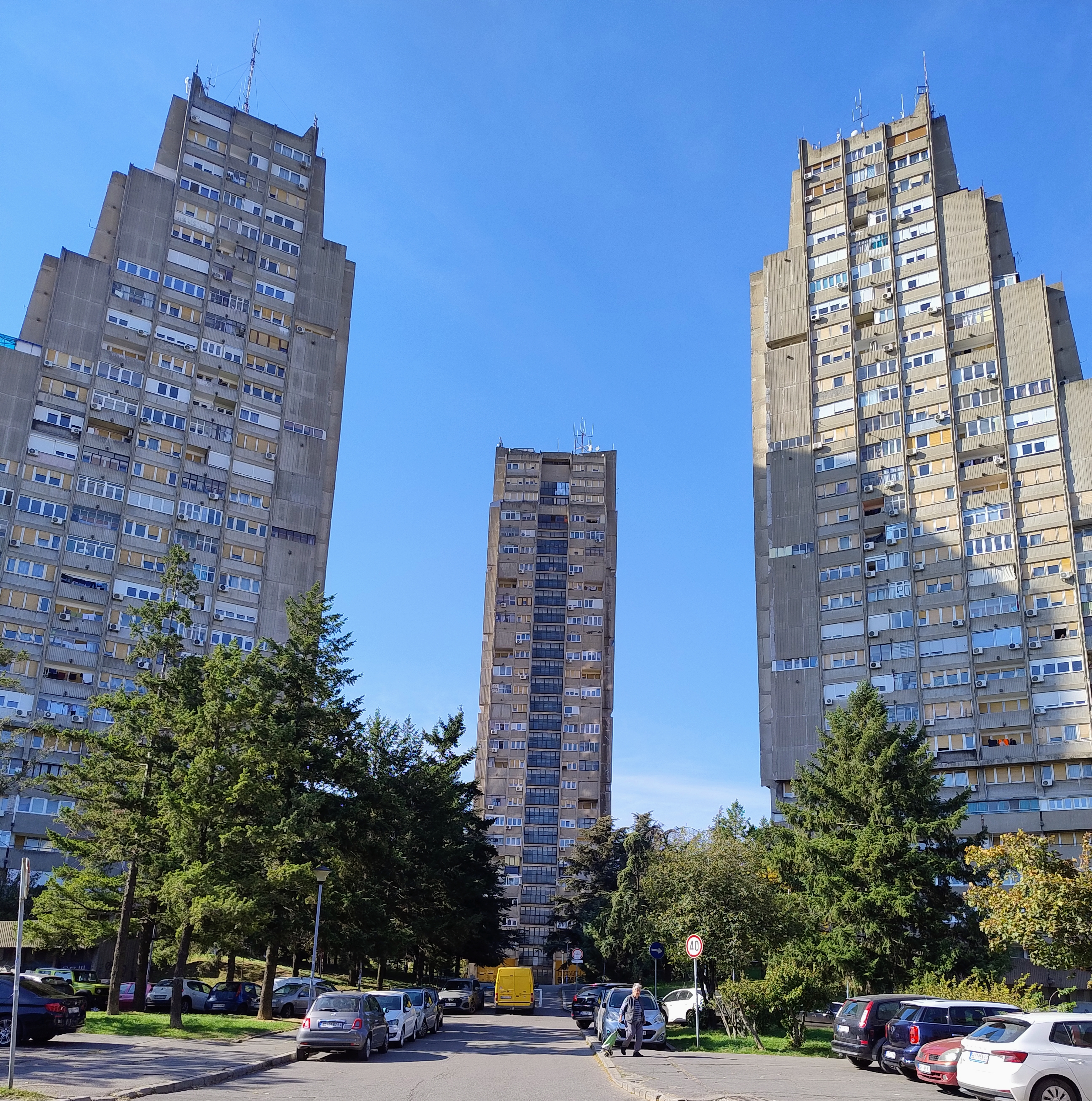
(2024)

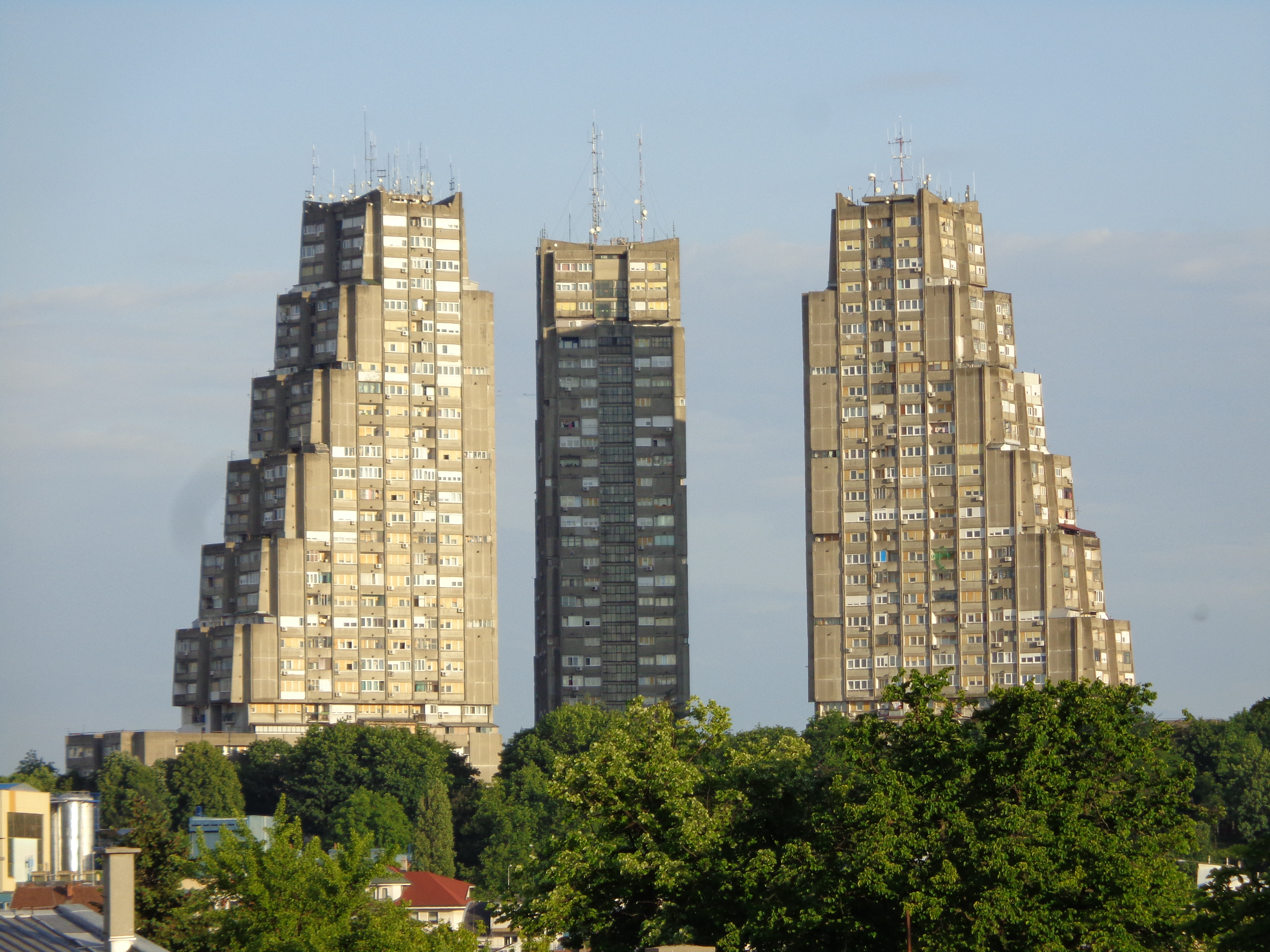
Osttor von Belgrad (2021)

Das Osttor von Belgrad (serbokroatisch Istočna Kapija Beograda / Источна Капија Београда), bei der Eröffnung offiziell Rudo 1, 2 und 3, ist ein Gebäudekomplex im Osten Belgrads in der Nähe der Europastraße 75. Der aus drei Wohntürmen bestehende Komplex wurde 1973 bis 1976 nach den Plänen der Architektin Vera Ćirković und dem Ingenieur Milutin Jerotijević errichtet.
Der Komplex gehört zu den prominentesten Gebäuden in der Skyline von Belgrad und ist ein bedeutendes Werk jugoslawischer Nachkriegsmoderne. Er bildet einen städtebaulichen Bezug zum Westtor Belgrads.

## Beschreibung
Der Gebäudekomplex befindet sich nördlich der Europastraße 75 und südlich der Bundesstraße 100 im Nordosten des Belgrader Stadtteil Konjarnik, in dem er den Subbezirk Rudo bildet.
Der Komplex besteht aus drei 28- bis 30-stöckigen Wohntürmen mit je 190 Wohnungen. Die 85 Meter hohen und im Grundriss rechteckigen Türme sind mit der Schmalseite gleichmäßig kreisförmig angeordnet. Sie stehen jeweils zu etwa zwei Dritteln auf einer von der Umgebung erhöhten kreisrunden Plattform, unter der sich teilweise Garagen befinden, die von ringförmig um sie führenden Straße erschlossen werden. Diese Straße führt durch die Türme an jenen Stellen, wo ihr Sockel über die Plattform hinausragt.
Die Basis der Türme besteht jeweils aus einem viergeschossigen orthogonal zur Kreistangente quergelagerten Baukörper, der etwa zu einer Hälfte auf der kreisförmigen Plattform auf einem eingeschossigen Unterbau und zu der andere Hälfte außerhalb der kreisförmigen Plattform auf einem zweigeschossigen Unterbau aufliegt. Die Unterbauten werden durch die unter den Türmen verlaufende, ringförmige Straße voneinander getrennt. Auf diesen Sockeln befinden sich auf zwei zurückgezogenen Stockwerken 23-stöckige Baukörper, die etwa ein Viertel der darunter befindlichen Baukörper an der von der Kreismitte abgewandten Seite als Terrassen freilassen und die eigentlichen Türme bilden. Der 23-stöckige Aufbau besteht, von unten betrachtet, aus jeweils drei gleich großen Stockwerken, dann folgt ein zurückspringendes Geschoss mit besonderen Gestaltungsmerkmalen und darauf folgen erneut drei Stockwerke, die dann die Größe des zurückspringenden Geschosses haben. Der Rücksprung erfolgt nur an der von der Kreismitte abgewandten Seite. Ausnahme dabei bildet der oberste Abschluss. Diese vier oberen Stockwerke springen auch zur Kreismitte zurück. Ganz oben folgt ein in der sonstigen Zählung der Stockwerke nicht berücksichtigtes nach allen Seiten zurückspringendes und kaum sichtbares Technikgeschoss.